# Arco de descarga

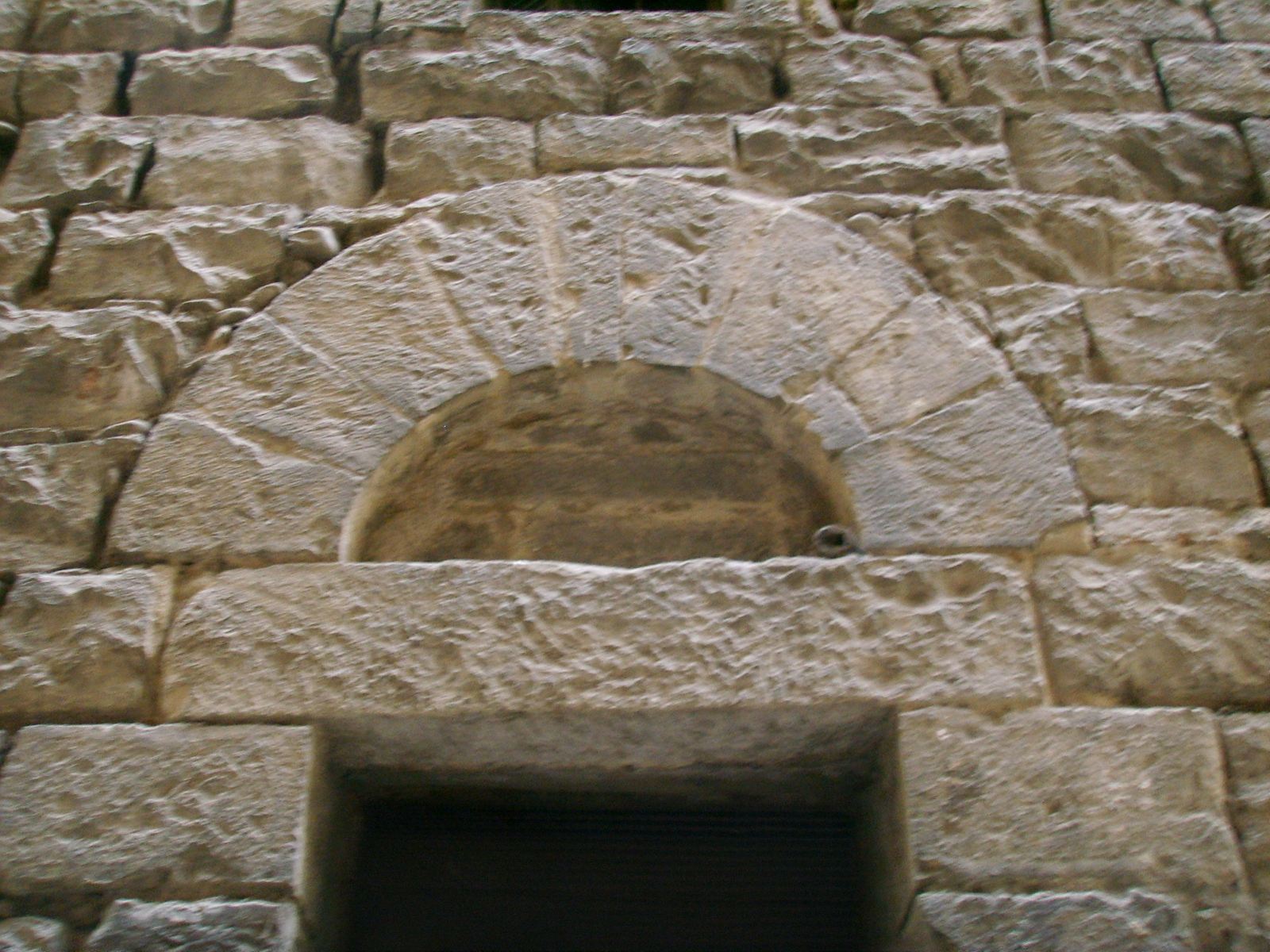
Arco de descarga sobre dintel.

Se denomina arco de descarga al arco ciego practicado en un muro de carga, con la finalidad de desviar parte de los esfuerzos o tensiones del muro bajo el mismo.

## Historia
Los primeros ejemplos de arcos de descarga se pueden observar en la antigua Roma. El enorme crecimiento de la capital del imperio obligó a los arquitectos a construir estructuras de gran tamaño, para las que la arquitectura adintelada resultaba insuficiente. Se recurrió entonces al arco, que a diferencia de la viga, no exigía unos grandes esfuerzos de tracción para los que el ladrillo y la piedra no eran adecuados. En todas las épocas, La finalidad del arco de descarga ha servido a dos fines similares: aliviar la carga en zonas del muro construidas con materiales o aparejos más débiles, o reducir el peso sobre las zonas en las que se planteaba abrir un hueco, si bien muchas veces ambas funciones concurrían en un mismo punto. 
Por este motivo, no es infrecuente ver este tipo de arcos en muros de iglesias o templos medievales de más bajo presupuesto, tanto de ladrillo como de piedra, pues permitían utilizar materiales o sistemas constructivos de menor resistencia en los cerramientos, y concentrar así el esfuerzo económico en zonas representativas, tales como la fachada principal, o las zonas más delicadas de la estructura, como las esquinas. También se utilizó frecuentemente en la arquitectura neoclásica, que supuso una vuelta a la estética adintelada de Grecia y Roma, donde se utilizó con el mismo propósito de ampliar el hueco que entonces. Mediante el empleo de arcos de descarga sobre los huecos, el dintel, al soportar menos peso, podía salvar un vano más ancho.
|                         |
| De soporte en un dintel |

|                        |
| En ventana de catedral |

|            |
| En puertas |

Con la popularización del acero iniciada a mediados del siglo XIX, la arquitectura ha dispuesto de un material adecuado para resistir los esfuerzos de tracción. Desde entonces, se ha ido abandonando el empleo de muros de carga en favor de las estructuras más eficientes de vigas y pilares, por lo que este tipo de arcos ya no se utilizan en la actualidad. Es conveniente precisar que no todos los arcos ciegos son necesariamente arcos de descarga. En ocasiones se han empleado con fines meramente decorativos, como en las arcadas ciegas de la arquitectura románica italiana, o más recientemente, en las arquitecturas fascistas europeas del siglo XX en Alemania, Italia y España.

## Construcción
El arco de descarga es una solución constructiva útil, pero no elegante desde un punto de vista arquitectónico, por lo que en los edificios más emblemáticos, su utilización solía esconderse tras un acabado final en forma de enfoscado, revoco o aplacado de piedra.